# Jan Borucki
Jan Borucki z Borucina herbu Rola (zm. w 1626 roku) – sędzia inowrocławski w latach 1621–1623, podsędek inowrocławski w latach 1618–1621, łowczy inowrocławski w latach 1615–1618.
Poseł na sejm 1620 roku z województwa brzeskokujawskiego i inowrocławskiego.